# 4023 Jarník
4023 Jarník este un asteroid din centura principală, descoperit pe 25 octombrie 1981 de Ladislav Brožek.